# Ordine costantiniano di San Giorgio (Parma)
Il Sacro Angelico Imperiale Ordine Costantiniano di San Giorgio è un ordine cavalleresco dinastico del ducato di Parma e Piacenza ed una delle tre incarnazioni moderne dell'Ordine costantiniano di San Giorgio. 
Oggi esistono due ordini omonimi, uno ereditato dai Borbone-Parma e l'altro dai Borbone-Due Sicilie. A sua volta l'ordine napoletano è conteso, insieme al ruolo di capo della casata dei Borbone Due-Sicilie.

## Storia

### Origini

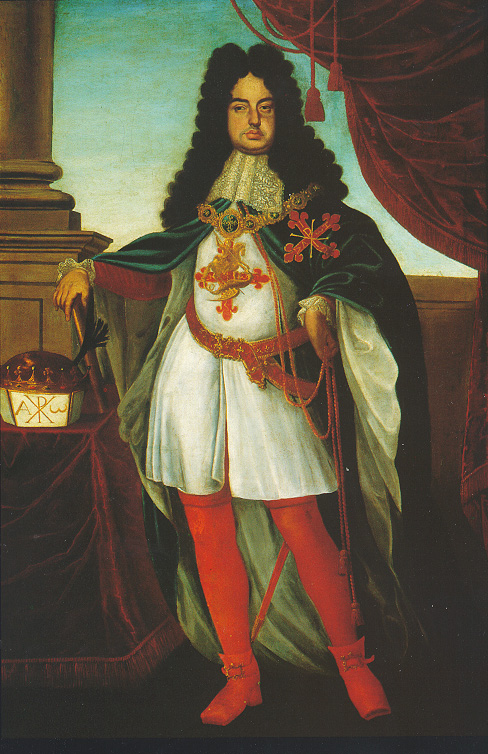
Dipinto del duca Francesco Farnese con le vesti dell'Ordine.

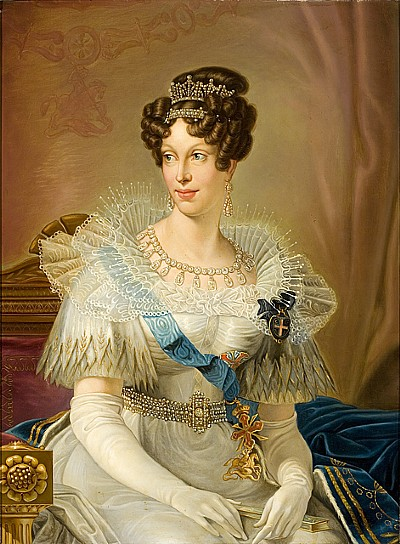
Maria Luigia, con la fascia dell'Ordine.

La leggenda vuole che le origini dell'Ordine Costantiniano di San Giorgio risalgono a prima della fondazione di Costantinopoli, in quanto è tradizionalmente legato all'imperatore Costantino I oltre che a Isacco II Angelo. In realtà, gli ordini militari cavallereschi sono un'invenzione medioevale, e l'ordine risale al XVI secolo. La leggenda della nascita dell'ordine (che include i presupposti legami a Costantino, San Giorgio, e le crociate) appare per la prima volta dopo la caduta di Costantinopoli e la cattura di Rodi da parte degli Ottomani. Benché la leggenda implichi gli imperatori Bizantini nella storia dell'ordine, in realtà gli ordini cavallereschi (come questo stesso, i Templari, o gli Ospitalieri) non esistevano come istituzione nell'Impero Bizantino. Il ruolo degli imperatori Bizantini come Gran Maestri dell'ordine è frutto di fabbricazioni successive.
La nascita dell'ordine è invece legata alla famigli degli Angeli Flavi, una dinastia cattolica dei Balcani. Gli Angeli Flavi reclamavano varie discendenze, tra cui quella da Constantino I (ritenuta dagli storici moderni fittizia) e da Isacco II Angelo (ritenuta improbabile ma possibile dagli storici). I legami dinastici e la leggenda della nascita dell'ordine ad opera di Costantino furono un'invenzione degli Angeli Flavi per dare prestigio alla propria dinastia. La data di nascita esatta dell'ordine è sconosciuta, ma deve essere apparso all'inizio del '500. Fonti secondarie danno notizia dei primi statuti noti dell'ordine risalgono al 1522 ad opera di Giovanni II Cesare Nemagna Paleologos e descrivono l'ordine col nome di «Milizia Aureata Angelica Costantiniana sotto il titolo di Santo Stefano e la protezione di San Giorgio». Tra i "compatrioti" dell'ordine vi era anche la famigli degli Angeli Flavi. Non è certo se questo ordine fosse quello attuale, di cui poi gli Angeli Flavi abbiano preso il comando, oppure uno precedente.
Un motu priorio di Paolo III, Cum sicut accepimus, datatao tra il 1545-49 conferma alcuni presunti privilegi Leone I e Michele Paleologo agli per le creazione di cavalieri del toson d'oror, ma non menzioni l'ordine costantiniano. Uno dei primi documenti certo a descrivere l'ordine è da parte di Alessandro Riario, protonotario apostolico, e parente alla lontana degli Angeli, che rilasciò il «Processus fulminatus ad favorem Ordinis Militaris, sub titulo sancti Georgij» il 10 giugno 1568. Questo documento contiene la descrizione dell'ordine e i privilegi dei Gran Maestri.
L'Ordine Costantiniano venne successivamente ceduto dall'ultimo discendente della famiglia Giovanni Andrea Angelo Flavio a Francesco Farnese nel 1698 con un atto del 1697. Il trasferimento definitivo fu approvato dall'imperatore Leopoldo I d'Asburgo e da papa Innocenzo XII; conseguentemente Francesco agli inizi del Settecento assunse il Gran Magistero nella basilica di Santa Maria della Steccata che diventò di fatto la sede conventuale dell'Ordine mentre, prima del 1698, la sede amministrativa era a Venezia. Nel 1718 papa Clemente XI con la bolla Militantis Ecclesiae confermò la natura dinastica dell'Ordine attraverso due condizioni essenziali all'assunzione del Gran Magistero e cioè, essere discendenti dei Farnese e Duchi di Parma e Piacenza. Con la morte senza eredi dell'ultimo duca Farnese Antonio il Gran Magistero passò al figlio della nipote Elisabetta, Carlo I di Borbone, Duca di Parma che una volta diventato re delle Due Sicilie trasferì l'Ordine da Parma a Napoli negando quindi la condizione legata alla sovranità del ducato. In seguito, per tutto il '700, Filippo e Ferdinando cercarono di rivendicare il Gran Magistero senza però risultati dato che erano politicamente deboli in confronto ai fratelli e cugini napoletani e spagnoli.

### Il periodo della Restaurazione
Dopo il Congresso di Vienna, nel 1815, Maria Luisa d'Asburgo-Lorena fu riconosciuta sovrana del Ducato di Parma, Piacenza e Guastalla e con un decreto del 26 febbraio 1816, ripristinò l'Ordine costantiniano di San Giorgio appartenente al patrimonio araldico dei Farnese, che avevano retto il ducato prima dei Borbone, suoi diretti predecessori sul trono parmense. Il 24 aprile dello stesso anno nominò nove cavalieri di giustizia e tredici cavalieri di merito, istituendo, il 12 marzo 1817, una commissione araldica presieduta dal principe di Soragna per valutare i titoli di ammissione nelle categorie nobiliari. La carica di gran priore, per decreto del 28 luglio 1826 della stessa duchessa Maria Luigia, ancora oggi in vigore, fu "riunita ed annessa costantemente alla Dignità Episcopale pro tempore della Diocesi di Parma".

### Dall'Unità al giorno d'oggi
L'ordine fu soppresso con l'unità d'Italia, tuttavia il duca Roberto I continuò a conferire l'Ordine così come quello di San Lodovico ai membri della propria famiglia e ad altre persone di rilievo in tutta Europa. 
Relativamente alla Legge 178/51, l'Ordine è riconosciuto dallo Stato Italiano come "ordine dinastico non nazionale" legittimamente conferibile ed il suo uso sul territorio italiano è autorizzabile a domanda dal Ministero degli affari esteri. 
In continuità con la sua storia secolare, sono oggi insigniti del S.A.I. Ordine costantiniano capi di Stato, ministri, ecclesiastici, diplomatici, esponenti del mondo dell'economia, della cultura, dell'imprenditoria. Storica sede parmense dell'Ordine, dal periodo farnesiano ad oggi, è la basilica di Santa Maria della Steccata, che dal 2006 ospita anche il Museo costantiniano. Dal 1922 i suoi beni sono gestiti da un Ente del cui Consiglio fanno parte le massime autorità della città di Parma.

## Insegne
L'insegna dell'Ordine parmense è la medesima dell'epoca farnesiana, con l'omega minuscolo, come appare fin dalle origini sulla simbologia paleocristiana, mentre l'Ordine Costantiniano di San Giorgio, quando venne trasferito nel Regno delle Due Sicilie, adottò successivamente l'omega maiuscolo, particolare per il quale si differenziano i due ordini. La lettera alfa (Α) e la sigla IHSV invece è uguale in entrambe le versioni.
Dopo le riforme volute da Maria Luigia nel 1845, l'Ordine è attualmente suddiviso in cinque classi:
- Senatore di Gran Croce con Collana
- Senatore di Gran Croce
- Commendatore
- Cavaliere di 1ª Classe
- Cavaliere di 2ª Classe

|                             |              |                        |
| Nastri                      |              |                        |
| Cavaliere di 1ª e 2ª classe | Commendatore | Senatore di gran croce |

## Membri illustri

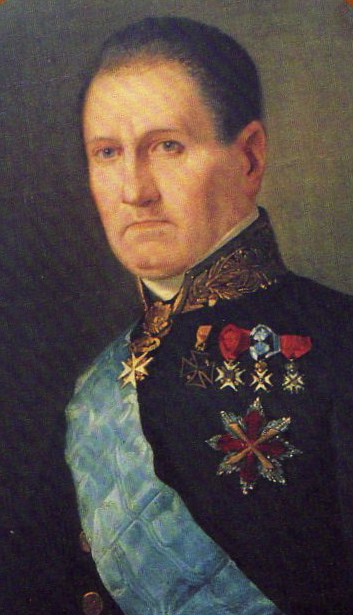
Charles-René de Bombelles con la fascia e la placca di Gran Croce.

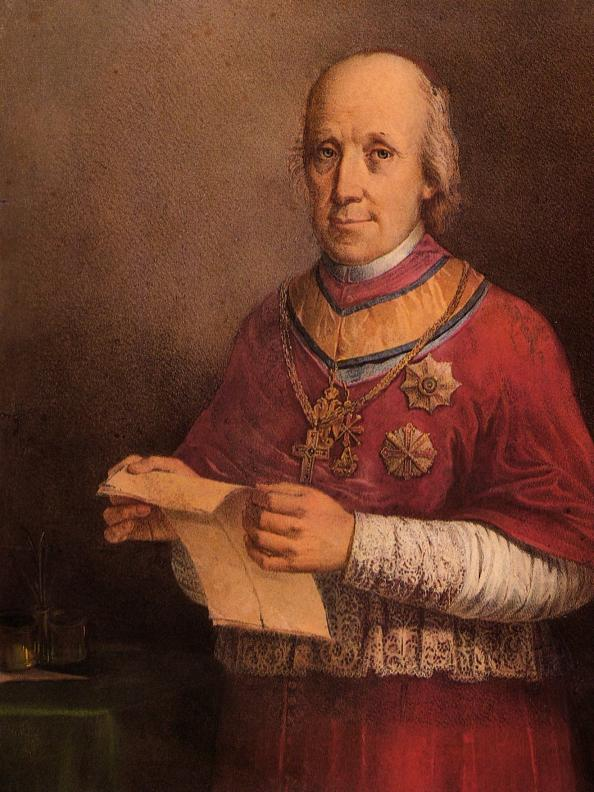
L'arcivescovo Giovanni Tommaso Neuschel, al petto si può notare la placca dell'Ordine.

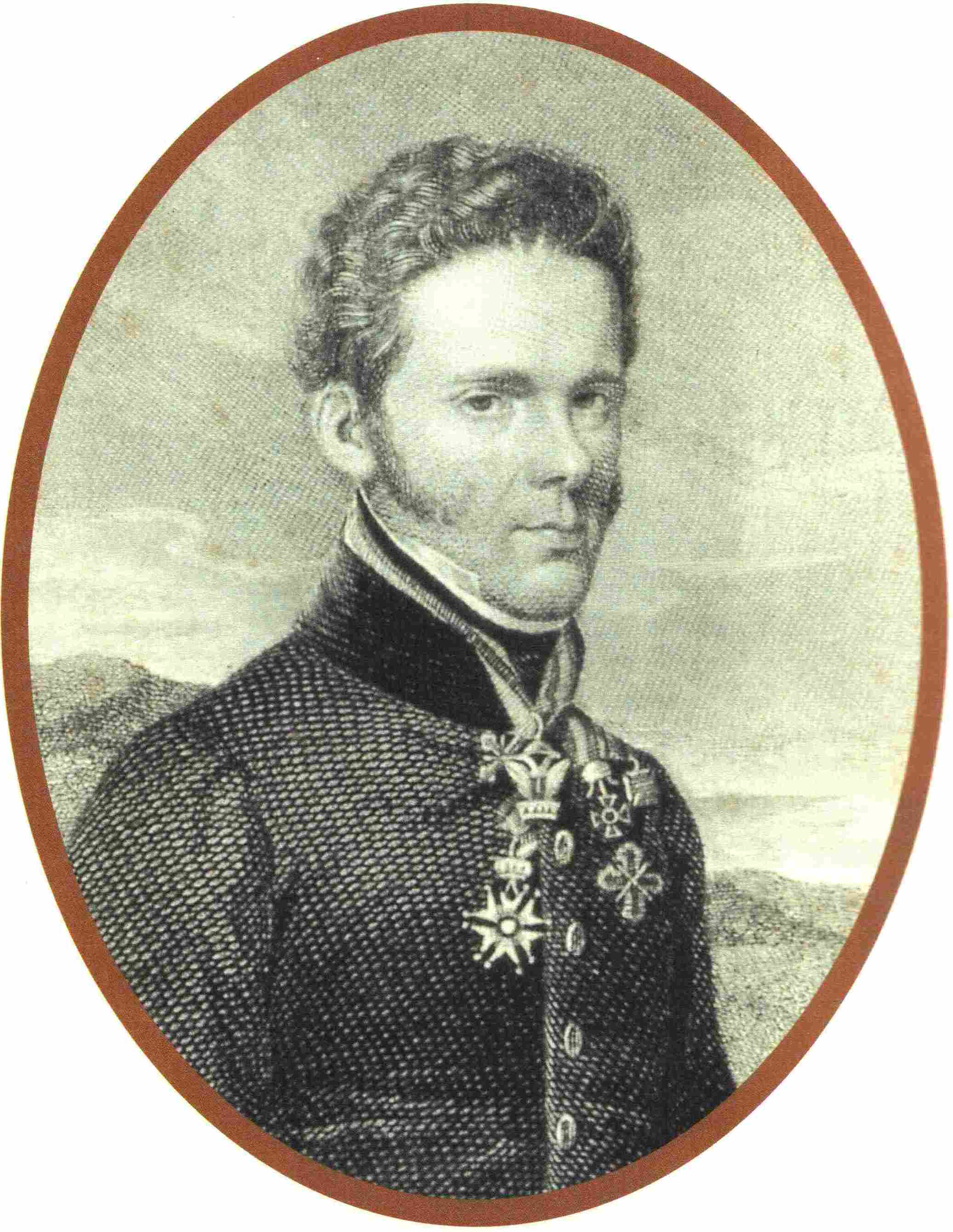
Joseph von Werklein con al petto la medaglia dell'Ordine.

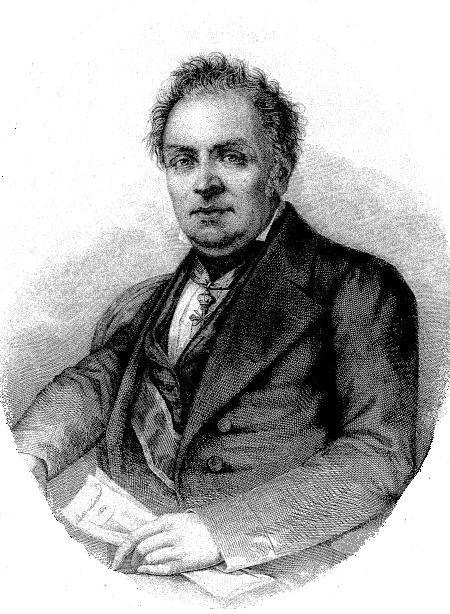
Antonio Lombardini con il collare del S.A.I Ordine Costantiniano.

- Maria Luisa d'Asburgo-Lorena, Imperatrice consorte di Francia e duchessa di Parma, Piacenza e Guastalla[10]
- Napoleone II di Francia, Imperatore di Francia, Re di Roma e Duca di Reichstadt
- Francesco Giuseppe I d'Austria, Imperatore d'Austria e Re d'Ungheria
- Pietro II del Brasile, Imperatore del Brasile
- Alessandro II di Russia, Imperatore di Russia
- Konstantin Nikolaevič Romanov, Granduca di Russia
- Leopoldo II di Toscana, Granduca di Toscana
- Federico Guglielmo IV di Prussia, Re di Prussia
- Francesco V di Modena, Duca di Modena e Reggio
- Francesco d'Assisi di Borbone-Spagna, Re consorte di Spagna
- Carlo Rodolfo di Liechtenstein, Principe del Liechtenstein
- Klemens von Metternich, Cancelliere di Stato dell'Impero Austriaco
- Joseph von Werklein, Segretario di Stato del Ducato di Parma e Piacenza
- Adam Albert von Neipperg, generale austriaco
- Josef Radetzky, generale austriaco
- Alphonse de Lamartine, politico francese, poeta, scrittore e storico
- Karl Vasil'evič Nessel'rode, politico russo
- Clemente Solaro della Margarita, politico italiano
- Franz von Hartig, politico e giornalista austriaco
- Alfred von Windisch-Graetz, ufficiale dell'Impero Austriaco
- Franz von Wimpffen, generale e ammiraglio austriaco
- Antonio Meli Lupi di Soragna, ufficiale e diplomatico italiano
- Carlo Filangieri, generale e politico italiano del Regno delle Due Sicilie
- Charles-René de Bombelles, militare e politico francese
- Giovanni Baldasseroni, funzionario e politico italiano
- Vittorio Amedeo Sallier della Torre, militare e politico italiano
- Heinrich Johann Bellegarde, generale austriaco
- Leopoldo Luigi d'Asburgo-Lorena, generale e ammiraglio austriaco
- Francesco Carlo d'Asburgo-Lorena, Arciduca d'Austria
- Federico Francesco Saverio di Hohenzollern-Hechingen, militare e politico tedesco
- Peter Goëss, ufficiale e giurista austriaco
- August Graf von Degenfeld-Schonburg, generale austriaco
- Karl Ferdinand von Buol-Schauenstein, politico austriaco
- Giulio Strassoldo di Sotto, nobile e militare italo-austriaco
- Giuseppe Forni, ministro modenese
- Alexandre Florian Joseph Colonna Walewski, politico francese
- Luigi Serristori, economista e politico italiano del Granducato di Toscana
- Giovanni Tommaso Neuschel, arcivescovo cattolico ungherese attivo nel Ducato di Parma e Piacenza
- Karl Kajetan von Gaisruck, cardinale e arcivescovo cattolico austriaco
- Josip Jelačić, bano di Croazia
- Móric Esterházy, politico e aristocratico ungherese
- Daulo Augusto Foscolo, patriarca cattolico italiano
- Francesco Trissino da Lodi
- Chris Vlad I DragonHeart Nardoni
- Claudio Seyssel d'Aix e Sommariva
- Luigi Grifeo di Partanna, nobile italiano
- Vincenzo Macchi, cardinale italiano
- Giuseppe Molteni, pittore italiano
- Casimiro Meli Lupi di Soragna, Gran Cancelliere dell'ordine
- Guido Meli Lupi di Soragna
- Guglielmo Alberto di Montenuovo, generale austriaco
- Paolo Toschi, incisore e architetto italiano
- Giacomo Tommasini, medico italiano
- Antonio Cocconcelli, ingegnere e insegnante italiano
- Nicolò Bettoli, architetto italiano
- Vincenzo Mistrali, politico e poeta italiano
- Angelo Pezzana, storico, bibliotecario, filologo ed erudito italiano
- Antonio Conforti, militare e poeta italiano
- Felice Cantimorri, vescovo cattolico italiano
- Luigi Sanvitale, politico e filantropo italiano
- Ferdinando Landi, nobile italiano
- Vincenzo Zanardi Landi, nobile italiano
- Tommaso Ward, ministro plenipotenziario
- Vincenzo Cornacchia, ministro del Ducato di Parma
- Marc'Aurelio Onesti, ministro del Ducato di Parma
- Antonio Lombardini, matematico e politico italiano
- Enrico Salati, ministro del Ducato di Parma
- Filippo Dalla Rosa Prati, podestà di Parma
- Niccolò Paganini, musicista e compositore italiano
- Michele Lopez, scrittore, numismatico e antichista italiano
- Luigi Negrelli, ingegnere italiano
- Filippo Magawly Cerati, politico irlandese
- Lodovico Laurent, banchiere
- Filippo Pallavicino, nobile italiano
- Gianfrancesco Pallavicino, nobile italiano
- Pietro Dal Verme, nobile italiano
- Giacomo Antonelli, Segretario di Stato della Santa Sede e cardinale italiano
- Nicola Yusupov, principe russo
- Lodovico di Starhemberg, principe austriaco
- Lord Charles Edward Stourton, 23º barone Stourton, 27º barone Segrave, 26º barone Mowbray, CBE
- EPOCA CONTEMPORANEA:
- Giorgio Torelli, giornalista e scrittore italiano
- Gino Fornaciari, paleopatologo italiano
- Leonardo Farinelli, storico italiano
- Marco Pellegri, architetto e storico italiano
- Gianfranco Petricca politico e Generale dei Carabinieri
- Vittorio Adorni